# Colin Falkland Gray
Colin Falkland Gray (ur. 9 listopada 1914 w Christchurch, zm. 1 sierpnia 1995 w Porirua) – nowozelandzki lotnik, czołowy nowozelandzki as myśliwski okresu II wojny światowej.

## Życiorys

### Młodość
Colin Falkland Gray urodził się 9 listopada 1914 w Christchurch w Nowej Zelandii jako syn inżyniera elektryka. Do szkoły uczęszczał na Wyspie Północnej jak i w rodzimym Christchurch. w 1933 zatrudnił się jako magazynier w spółce Dalgety and Company. W 1937 wraz ze swoim bliźniakiem Kenem próbował wstąpić do Royal Air Force. Ken został przyjęty, Colina odrzucono z powodów zdrowotnych. Drugie podejście również zakończyło się niepowodzeniem z tego samego powodu. Aby poprawić kondycję fizyczną zajął się wypasaniem owiec. W końcu, za trzecim razem, na początku 1939 został przyjęty do RAF i wysłany do Anglii. Początkowe szkolenie odbył w Hatfiled, następnie został skierowany do No. 11 Flying Training School. W październiku 1939 został mianowany podporucznikiem (pilot officer).

### II wojna światowa
W listopadzie 1939 otrzymał przydział do 54 dywizjonu wyposażonego w myśliwce Spitfire, stacjonującego w Hornchurch. Podczas dziwnej wojny brał udział w patrolach nad kanałem La Manche. Śmierć jego brata, Kena, 1 maja 1940 wpłynęła na jego morale. 24 maja w swoim pierwszym starciu z wrogiem zgłosił 2 prawdopodobne zestrzelenia, następnego dnia odniósł wspólne zwycięstwo nad Bf 109 niedaleko Gravelines, lecz Niemcy zdołali uszkodzić jego Spitfira. Z wielkim trudem opanował nurkowanie spowodowane uszkodzeniem lotki, zniszczone zostały również: wskaźnik prędkości, klapy, karabiny maszynowe oraz klapy. Mimo tak rozległych uszkodzeń, Gray bezpiecznie wylądował w Hornchurch. 13 lipca, po długim pościgu na niskim pułapie, strącił Bf 109 nad Calais. 54 dywizjon brał udział w bitwie o Anglię z zadaniem obrony Londynu. 24 lipca Gray zestrzelił Bf 109 którego pilot ratował się skokiem ze spadochronem, Gray podał przez radio jego pozycję lecz niemiecki lotnik nie przeżył. 15 sierpnia otrzymał Distinguished Flying Cross, następnego dnia powiększył swoje konto o dwa kolejne messerschmitty. 24 sierpnia jego eskadra została zaatakowana niedaleko Manston przez myśliwce z I./JG 54, Gray zestrzelił oberleutnanta Heinricha Helda. Tydzień później jego ofiarą padł Bf 109 z 6./JG 3 lub  9./JG 26. We wrześniu Gray zgłosił 14 zwycięstw a jego dywizjon został przeniesiony na północ na odpoczynek i uzupełnić straty. 23 października otrzymał awans na porucznika (flying officer). Służył krótko w 43 dywizjonie, następnie powrócił do swojej jednostki. Jego kolejnym przydziałem był 1 dywizjon. W sierpniu 1941 został awansowany do stopnia kapitana (flight lieutenant), po czym pełnił funkcję dowódcy w 616 dywizjonie. W lutym 1942 otrzymał skierowanie do sztabu 9 Grupy Lotniczej. Do latania bojowego wrócił we wrześniu 1942, otrzymał awans na majora (squadron leader) i objął dowództwo nad 64 dywizjonem. Pod koniec roku został wysłany na śródziemnomorski teatr działań, najpierw do 333 Grupy a w styczniu 1943 do dowództwa 81 dywizjonu stacjonującego w Algierii, który jako pierwszy w Afryce otrzymał Spitfiry Mk. IX. Podczas służby w osiemdziesiątym pierwszym, Gray zestrzelił 8 samolotów i został odznaczony Distinguished Service Order. 1 czerwca 1943 otrzymał promocję na stopień podpułkownika (wing commander) i został dowódcą 322 skrzydła na Malcie. W swojej nowej jednostce strącił pięć wrogich maszyn, a dwa ostatnie zwycięstwa uzyskał 25 lipca 1943 nad Ju 52. Pod koniec września 1943 powrócił do Anglii na odpoczynek od lotów bojowych. Następnie wrócił do 9 Grupy, w sierpniu 1944 został mianowany dowódcą skrzydła w Lympne z którym wykonywał misje nad Francją i Holandią.

### Po wojnie
Po zakończeniu działań wojennych Gray wrócił do Nowej Zelandii gdzie, od lipca 1945 do marca 1946, służył w Royal New Zealand Air Force. Odwołany do Anglii, pracował w ministerstwie lotnictwa (Air Ministry) do 1949, później został przeniesiony do Waszyngtonu gdzie służył jako oficer łącznikowy z Połączonymi Siłami Stanów Zjednoczonych (Joint Services Mission United States). W 1954, po przeszkoleniu na odrzutowcach Gloster Meteor, objął na dwa lata, dowództwo bazy RAF w Church Fenton. 1 stycznia 1955 został awansowany do stopnia pułkownika (group captain), jego kolejnym stanowiskiem była służba w sztabie RAF na Dalekim Wschodzie w Singapurze. W 1959 otrzymał swój ostatni przydział, wrócił do pracy w ministerstwie lotnictwa, a w 1961 zakończył służbę w RAF.
Gray wrócił do Nowej Zelandii i podjął pracę jako dyrektor personalny w firmie Unilever w której pracował do 1979. Spisał swoje wspomnienia w książce Spitfire Patrol wydanej w 1990.
Zmarł 1 sierpnia 1995 w Porirua.